# Рижская Биржа
Художественный музей «Рижская Биржа» (латыш. Mākslas muzejs Rīgas Birža) до 2010 года Музей зарубежного искусства (латыш. Ārzemju mākslas muzejs) — один из самых крупных художественных музеев Латвии, является одной из главных достопримечательностей города Риги. Филиал Латвийского национального художественного музея.
Музею принадлежит самая большая в Латвии коллекция западноевропейского, ближневосточного и древнеегипетского искусств начиная с 5000 г. до н. э. и мирового искусства, включая современное искусство. Со времени своего открытия в 1920 году и до 2010 года музей находился в южном крыле Рижского замка. В 2012 году музей открылся вновь в здании бывшей Рижской биржи.

## История музейной коллекции
Основой коллекции музея стала коллекция рижского врача и путешественника Николауса фон Химзеля (1729—1764). 
Около 1866 года Рига приобрела коллекцию живописи у итальянского купца Доменико де Робиани, жившего в Риге в течение длительного времени и решившего вернуться в Италию. Эта коллекция включала многочисленные работы голландских, немецких и французских художников. Эти две коллекции были объединены, и было принято решение о создании художественного музея. За недостатком места, вновь образованная Городская художественная галерея с 1879 по 1905 год временно размещалась в доме мэра города Людвига Керковиуса. В этот период коллекция быстро росла благодаря многочисленным пожертвованиям. Коллекционер и меценат Рейнхолд Шиллинг завещал музею 30 полотен, мэр Людвиг Керковиус завещал музею 26 полотен и т. д. Самым большим и самым важным в художественном отношении был дар Фридриха Вильгельма Бредерло, который передал музею 201 картину, в том числе около 70 работ старых голландских мастеров.
В 1905 году город смог открыть свой собственный музей для экспонирования коллекции из около 500 картин и также небольшой коллекции скульптуры. Коллекция продолжала расти и в 1930 году пополнилась важным в художественном отношении собранием работ бельгийских художников XIX века. После 1945 года коллекция была разделена между Латвийским Национальным художественным музеем и музеем западноевропейского искусства. С 1949 по 1952 год музеем заведовал Ян Бирзгал. Начиная с 1952 года отделы древнего Востока и Дальнего Востока была значительно расширены.
В настоящее время коллекция музея насчитывает около 1000 полотен.

## Коллекция музея

### Живопись (до 1800 года)
- Pieter Pietersz the Elder: Распятие Христа
- Людольф Бакхёйзен: Корабли в море
- Джованни Беллини Район: Святой Себастьян
- Питер ван Блумен: На складе
- Balthasar van den Bosche: Арсенал
- Квирин ван Брекеленкам: Посещение больницы
- Филипп де Шампань: Портрет офицера
- Марио де Фьори, Цветы в вазе
- Франс Франкен Младший: Поклонение царей
- Wybrand de Geest: Портрет мужчины
- Якоб Гиллиг: Натюрморт с рыбой и фруктами
- Лука Джордано: Идолопоклонство Соломона
- Pierre Gobert: Портрет Шарлотты Орлеанской
- Антон Граф: Портрет Мэри Элизабет Восс
- Harmen Hals: Блин Бейкер
- Hendrik Heerschop: Портрет голландского врача
- Мельхиор де Хондекутер: Петушиные бои
- Ludolf Leendertsz de Jongh: Интерьер с семьёй
- Isaac de Jouderville: Кухонные сцены
- Wolfgang Krodel the Elder: Лот и дочери
- Якоб ван Лоо: Портрет ученого
- Бенедетто Лути: Портрет девушки
- Питер де Молин: Пейзаж с рекой
- Арт Ван дер Нер: Пожар в голландской деревне
- Эгберт ван дер Пул: Голландские хозяйства
- Ян Порселлис: Бурное море
- Николо Реньери: Концерт
- Michele Rocca: Мученик перед проконсулом
- Hans Rottenhammer: Благовещение
- Саломон ван Рёйсдал: Голландский пейзаж
- Андреа Мельдолла (Скьявоне): Король Мидас и Пан
- Франческо Солимена: Захват Oreithyia
- Бартоломеус Спрангер: Адам и Ева
- Lodewyk Tieling: Пейзаж со стадом
- Алессандро Турчи: Мадонна с младенцем
- Эсайас ван де Вельде: Пейзаж с камнями
- Хендрик Версхюринг: После боя
- Anthonie Verstraelen: Зимний пейзаж с Eisvergnügungen
- Simon de Vos: Вечеря Господня
- Симон Вуэ: Оруженосец Рыцаря
- Ян Вейнантс: Дюны

### Живопись (после 1800 года)

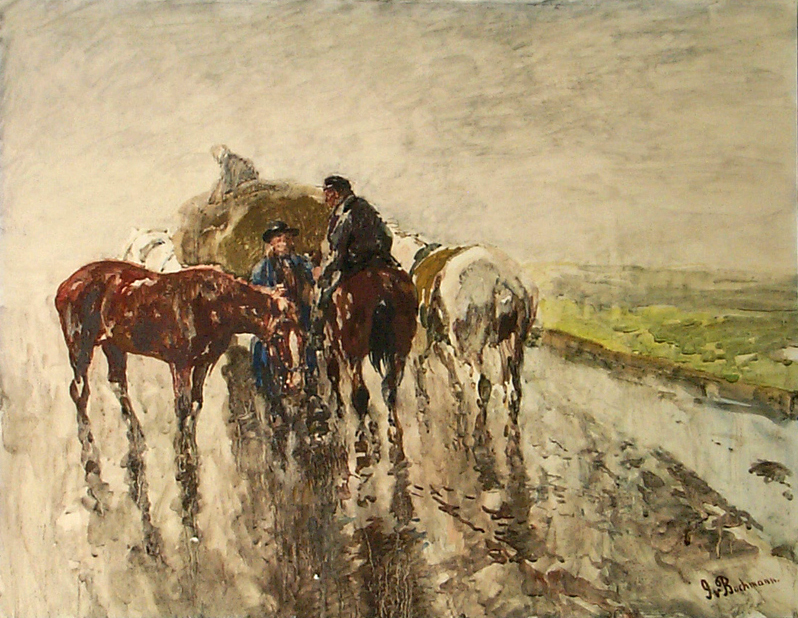
Gregor von Bochmann. Дождливый день (1913)

### Скульптура
- Антонио Канова: Снятие депрессии
- Жан-Батист Карпо: Смеющаяся девушка (Вакханка с розами)

### Графика
- Ян Бот: Пейзаж с долиной
- Raymond Lafage: Вакханалия
- François Quelvée: Портрет женщины
- Карл Фогель: Портрет мужчины